# Coupe du monde d'escalade de 2006
Navigation
17e édition 19e édition
La coupe du monde d'escalade 2006 est la 18e coupe du monde d'escalade. Elle s'est tenue du 17 mars au 18 novembre 2006. Elle comporte dix épreuves de difficulté, sept de bloc et huit de vitesse. La coupe du monde de difficulté est remportée par Patxi Usobiaga et Angela Eiter, la coupe de bloc est remportée par Jérôme Meyer et Olga Bibik, et la coupe de vitesse est remportée par Evgenii Vaitcekhovskii et Tatiana Ruyga.

## Classement général
| Catégories | Or                         | Or         | Argent            | Argent     | Bronze                     | Bronze     |
| ---------- | -------------------------- | ---------- | ----------------- | ---------- | -------------------------- | ---------- |
| Difficulté | Paxti Usobiaga Lakunza     | 619 points | David Lama        | 548 points | Flavio Crespi Tomás Mrázek | 533 points |
| Difficulté | Angela Eiter (3)           | 845 points | Sandrine Levet    | 655 points | Caroline Ciavaldini        | 573 points |
| Bloc       | Jérôme Meyer (4)           | 525 points | Kilian Fischhuber | 490 points | Gérome Pouvreau            | 306 points |
| Bloc       | Olga Bibik                 | 472 points | Juliette Danion   | 409 points | Anna Stöhr                 | 386 points |
| Vitesse    | Evgenii Vaitsekhovskii (2) | 585 points | Sergei Sinitcyn   | 515 points | Alexander Peshekhonov      | 424 points |
| Vitesse    | Tatiana Ruyga (2)          | 560 points | Valentina Yurina  | 501 points | Anna Stenkovaya            | 351 points |
| Combiné    | Tomáš Mrázek               | 629 points | David Lama        | 527 points | Kilian Fischhuber          | 496 points |
| Combiné    | Angela Eiter               | 647 points | Natalija Gros     | 500 points | Maja Vidmar                | 391 points |

## Étapes
La coupe du monde d'escalade 2006 s'est déroulée du 17 mars au 18 novembre 2006, repartie en dix-sept étapes comprenant une ou deux disciplines.
| Dates                               | Lieu              | Difficulté | Bloc     | Vitesse   |
| ----------------------------------- | ----------------- | ---------- | -------- | --------- |
| 17 mars 2006-19 mars 2006           | Birmingham        | -          | X        | -         |
| 21 avril 2006-22 avril 2006         | Veliko Tarnovo    | -          | X        | X         |
| 28 avril 2006-29 avril 2006         | Puurs             | X          | -        | -         |
| 12 mai 2006-14 mai 2006             | Rovereto          | -          | X        | -         |
| 19 mai 2006-20 mai 2006             | Dresde            | X          | -        | X         |
| 9 juin 2006-10 juin 2006            | Grindelwald       | -          | X        | -         |
| 16 juin 2006-17 juin 2006           | Fiera di Primiero | -          | X        | -         |
| 23 juin 2006-24 juin 2006           | Hall              | -          | X        | -         |
| 12 juillet 2006-13 juillet 2006     | Chamonix          | X          | -        | X         |
| 29 juillet 2006-30 juillet 2006     |                   | Qinghai    | -        | Val Daone |
| 5 août 2006-6 août 2006             | Singapour         | X          | -        | X         |
| 12 août 2006-13 août 2006           | Kuala Lumpur      | X          | -        | X         |
| 16 septembre 2006-17 septembre 2006 | Marbella          | X          | -        | -         |
| 2 octobre 2006-3 octobre 2006       | Shanghai          | X          | -        | X         |
| 2 novembre 2006-4 novembre 2006     | Moscou            | -          | X        | X         |
| 11 novembre 2006-12 novembre 2006   | Penne             | X          | -        | -         |
| 18 novembre 2006-19 novembre 2006   | Kranj             | X          | -        | -         |
| Total : 17 étapes                   |                   | 10 étapes  | 7 étapes | 8 étapes  |

## Podiums des étapes

### Difficulté

#### Hommes
| Étapes       | Lieu                    | Or                           | Argent                 | Bronze                                              |
| ------------ | ----------------------- | ---------------------------- | ---------------------- | --------------------------------------------------- |
| 28 avril     | Puurs (Belgique)        | Flavio Crespi (6)            | David Lama             | Tomás Mrázek                                        |
| 19 mai       | Dresde (Allemagne)      | David Lama                   | Sylvain Millet         | Jorg Verhoeven                                      |
| 12 juillet   | Chamonix (France)       | Eduard Marin Garcia          | Paxti Usobiaga Lakunza | Cédric Lachat                                       |
| 29 juillet   | Qinghai (Chine)         | Ramón Julián Puigblanque (7) | Jorg Verhoeven         | Tomás Mrázek                                        |
| 5 août       | Singapour (Singapour)   | Ramón Julián Puigblanque (8) | Paxti Usobiaga Lakunza | Eduard Marin Garcia                                 |
| 17 septembre | Kuala Lumpur (Malaisie) | Timo Preussler               | Daniel Winkler         | Paxti Usobiaga Lakunza                              |
| 22 octobre   | Marbella (Espagne)      | Paxti Usobiaga Lakunza (2)   | Flavio Crespi          | Jorg Verhoeven                                      |
| 27 octobre   | Shanghai (Chine)        | Tomás Mrázek (7)             | Paxti Usobiaga Lakunza | Eduard Marin Garcia                                 |
| 19 novembre  | Penne (Italie)          | David Lama (2)               | Paxti Usobiaga Lakunza | Flavio Crespi Tomás Mrázek Ramón Julián Puigblanque |
| 19 novembre  | Kranj (Slovénie)        | David Lama (3)               | Cédric Lachat          | Jorg Verhoeven                                      |

#### Femmes
| Étapes       | Lieu                    | Or                 | Argent                             | Bronze                                   |
| ------------ | ----------------------- | ------------------ | ---------------------------------- | ---------------------------------------- |
| 28 avril     | Puurs (Belgique)        | Angela Eiter (15)  | Sandrine Levet Caroline Ciavaldini | -                                        |
| 19 mai       | Dresde (Allemagne)      | Angela Eiter (16)  | Sandrine Levet                     | Muriel Sarkany                           |
| 12 juillet   | Chamonix (France)       | Angela Eiter (17)  | Caroline Ciavaldini                | Natalija Gros                            |
| 29 juillet   | Qinghai (Chine)         | Angela Eiter (18)  | Mina Markovic                      | Sandrine Levet Maja Vidmar Natalija Gros |
| 5 août       | Singapour (Singapour)   | Angela Eiter (19)  | Maja Vidmar                        | Caroline Ciavaldini                      |
| 17 septembre | Kuala Lumpur (Malaisie) | Sandrine Levet (4) | Natalija Gros                      | Angela Eiter                             |
| 22 octobre   | Marbella (Espagne)      | Angela Eiter (20)  | Natalija Gros                      | Maja Vidmar                              |
| 27 octobre   | Shanghai (Chine)        | Sandrine Levet (5) | Caroline Ciavaldini                | Mina Markovic                            |
| 19 novembre  | Penne (Italie)          | Angela Eiter (21)  | Caroline Ciavaldini                | Sandrine Levet                           |
| 19 novembre  | Kranj (Slovénie)        | Maja Vidmar (2)    | Angela Eiter                       | Natalija Gros                            |

### Bloc

#### Hommes
| Étapes     | Lieu                         | Or                    | Argent            | Bronze            |
| ---------- | ---------------------------- | --------------------- | ----------------- | ----------------- |
| 17 mars    | Birmingham (Grande-Bretagne) | Jérôme Meyer (9)      | Kilian Fischhuber | Christian Core    |
| 21 avril   | Veliko Tarnovo (Bulgarie)    | Kilian Fischhuber (3) | Matthias Müller   | Jérôme Meyer      |
| 12 mai     | Rovereto (Italie)            | Gérome Pouvreau (2)   | Jérôme Meyer      | Tomás Mrázek      |
| 9 juin     | Grindelwald (Suisse)         | Jérôme Meyer (10)     | Loïc Gaidioz      | Kilian Fischhuber |
| 16 juin    | Fiera di Primiero (Italie)   | Jérôme Meyer (11)     | Kilian Fischhuber | Tomás Mrázek      |
| 23 juin    | Hall (Autriche)              | David Lama            | Jérôme Meyer      | Kilian Fischhuber |
| 2 novembre | Moscou (Russie)              | Kilian Fischhuber (4) | Salavat Rakhmetov | Tomasz Oleksy     |

#### Femmes
| Étapes     | Lieu                         | Or                  | Argent          | Bronze          |
| ---------- | ---------------------------- | ------------------- | --------------- | --------------- |
| 17 mars    | Birmingham (Grande-Bretagne) | Olga Bibik (4)      | Émilie Abgrall  | Juliette Danion |
| 21 avril   | Veliko Tarnovo (Bulgarie)    | Olga Bibik (5)      | Olga Shalagina  | Anna Stöhr      |
| 12 mai     | Rovereto (Italie)            | Juliette Danion (2) | Olga Bibik      | Angela Eiter    |
| 9 juin     | Grindelwald (Suisse)         | Anna Stöhr          | Émilie Abgrall  | Anja Hodann     |
| 16 juin    | Fiera di Primiero (Italie)   | Juliette Danion (3) | Anna Stöhr      | Yulia Abramchuk |
| 23 juin    | Hall (Autriche)              | Olga Bibik (6)      | Yulia Abramchuk | Juliette Danion |
| 2 novembre | Moscou (Russie)              | Yulia Abramchuk     | Olga Shalagina  | Natalija Gros   |

### Vitesse

#### Hommes
| Étapes     | Lieu                      | Or                         | Argent                 | Bronze                 |
| ---------- | ------------------------- | -------------------------- | ---------------------- | ---------------------- |
| 21 avril   | Veliko Tarnovo (Bulgarie) | Sergei Sinitcyn (3)        | Alexander Peshekhonov  | Evgenii Vaitsekhovskii |
| 19 mai     | Dresde (Allemagne)        | Evgenii Vaitsekhovskii (4) | Sergei Sinitcyn        | Alexander Peshekhonov  |
| 12 juillet | Chamonix (France)         | Evgenii Vaitsekhovskii (5) | Alexander Peshekhonov  | Alexander Kosterin     |
| 29 juillet | Val Daone (Italie)        | Sergei Sinitcyn (4)        | Evgenii Vaitsekhovskii | Alexander Peshekhonov  |
| 5 août     | Singapour (Singapour)     | Evgenii Vaitsekhovskii (6) | Erianto Rozak          | Galar Pandu Asmoro     |
| 12 août    | Kuala Lumpur (Malaisie)   | Evgenii Vaitsekhovskii (7) | Erianto Rozak          | Zaki bin Ramli Muhd    |
| 2 octobre  | Shanghai (Chine)          | Sergei Sinitcyn (5)        | Hetai Ma               | Xiaojie Chen           |
| 2 novembre | Moscou (Russie)           | Manuel Escobar             | Sergei Sinitcyn        | Oleksandr Salimov      |

#### Femmes
| Étapes     | Lieu                      | Or                   | Argent            | Bronze           |
| ---------- | ------------------------- | -------------------- | ----------------- | ---------------- |
| 21 avril   | Veliko Tarnovo (Bulgarie) | Anna Stenkovaya (7)  | Tatiana Ruyga     | Olena Ryepko     |
| 19 mai     | Dresde (Allemagne)        | Olena Ryepko (10)    | Tatiana Ruyga     | Anna Stenkovaya  |
| 12 juillet | Chamonix (France)         | Tatiana Ruyga (3)    | Ksenia Alekseeva  | Valentina Yurina |
| 29 juillet | Val Daone (Italie)        | Valentina Yurina (3) | Olena Ryepko      | Tatiana Ruyga    |
| 5 août     | Singapour (Singapour)     | Evi Neliwati         | Francis Rodriguez | Valentina Yurina |
| 12 août    | Kuala Lumpur (Malaisie)   | Valentina Yurina (4) | Tatiana Ruyga     | Evi Neliwati     |
| 2 octobre  | Shanghai (Chine)          | Lai-Sho Cheng        | Anna Stenkovaya   | Yana Malkova     |
| 2 novembre | Moscou (Russie)           | Tatiana Ruyga (4)    | Yana Malkova      | Valentina Yurina |

## Classement

### DIfficulté
| Place | Grimpeur                 | Étape de coupe du monde | Étape de coupe du monde | Étape de coupe du monde | Étape de coupe du monde | Étape de coupe du monde | Étape de coupe du monde | Étape de coupe du monde | Étape de coupe du monde | Étape de coupe du monde | Étape de coupe du monde | Total de points |
| Place | Grimpeur                 | [ 2 ]                   | [ 3 ]                   | [ 4 ]                   | [ 5 ]                   | [ 6 ]                   | [ 7 ]                   | [ 8 ]                   | [ 9 ]                   | [ 10 ]                  | [ 11 ]                  | Total de points |
| ----- | ------------------------ | ----------------------- | ----------------------- | ----------------------- | ----------------------- | ----------------------- | ----------------------- | ----------------------- | ----------------------- | ----------------------- | ----------------------- | --------------- |
| 1er   | Patxi Usobiaga           | 7 (24e)                 | 28 (12e)                | 80 (2e)                 | 51 (5e)                 | 80 (2e)                 | 65 (3e)                 | 100 (1er)               | 80 (2e)                 | 80 (2e)                 | 55 (4e)                 | 619             |
| 2e    | David Lama               | 80 (2e)                 | 100 (1er)               | 37 (9e)                 | -                       | 37 (9e)                 | -                       | 47 (6e)                 | 47 (6e)                 | 100 (1er)               | 100 (1er)               | 548             |
| 3e    | Flavio Crespi            | 100 (1er)               | 40 (8e)                 | 43 (7e)                 | 55 (4e)                 | 55 (4e)                 | 55 (4e)                 | 80 (2e)                 | 40 (8e)                 | 65 (3e)                 | 26 (13e)                | 533             |
| 3e    | Thomas Mrazek            | 65 (3e)                 | 55 (4e)                 | 51 (5e)                 | 65 (3e)                 | 34 (10e)                | 47 (6e)                 | 51 (5e)                 | 100 (1er)               | 65 (3e)                 | 26 (13e)                | 533             |
| 5e    | Ramón Julián Puigblanque | 43 (7e)                 | 9 (22e)                 | 47 (6e)                 | 100 (1er)               | 100 (1er)               | 12 (20e)                | 55 (4e)                 | 55 (4e)                 | 65 (3e)                 | 51 (5e)                 | 528             |
| 6e    | Jorg Verhoeven           | 55 (4e)                 | 65 (3e)                 | 55 (4e)                 | 80 (2e)                 | -                       | 37 (9e)                 | 65 (3e)                 | 55 (4e)                 | 47 (6e)                 | 65 (3e)                 | 524             |
| 7e    | Eduard Marin Garcia      | 28 (12e)                | 20 (16e)                | 100 (1er)               | 43 (7e)                 | 65 (3e)                 | 40 (8e)                 | 28 (12e)                | 65 (3e)                 | 40 (8e)                 | 43 (7e)                 | 452             |
| 8e    | Cédric Lachat            | 47 (6e)                 | 26 (13e)                | 65 (3e)                 | 34 (10e)                | 51 (5e)                 | -                       | 40 (8e)                 | -                       | 43 (7e)                 | 80 (2e)                 | 386             |
| 9e    | Sylvain Millet           | 34 (10e)                | 80 (2e)                 | 10 (21e)                | 40 (8e)                 | 47 (6e)                 | 31 (11e)                | 34 (10e)                | 34 (10e)                | 31 (11e)                | 26 (13e)                | 357             |
| 10e   | Daniel Winkler           | 37 (9e)                 | 24 (14e)                | 24 (14e)                | 47 (6e)                 | 26 (13e)                | 80 (2e)                 | 20 (16e)                | -                       | 24 (14e)                | 34 (10e)                | 316             |

| - Vainqueur - 2e place - 3e place | - Finaliste - Demi-finaliste - Classé, dans les points | - Classé, hors des points - Disqualifié (Dq.) - N'a pas participé ( - ) |

| Place | Grimpeur | Étape de coupe du monde | Étape de coupe du monde | Étape de coupe du monde | Étape de coupe du monde | Étape de coupe du monde | Étape de coupe du monde | Étape de coupe du monde | Étape de coupe du monde | Étape de coupe du monde | Étape de coupe du monde | Total de points |   |   |   |
| ----- | -------- | ----------------------- | ----------------------- | ----------------------- | ----------------------- | ----------------------- | ----------------------- | ----------------------- | ----------------------- | ----------------------- | ----------------------- | --------------- | - | - | - |
| Place | Grimpeur | 1er                     |                         | -                       | -                       | -                       | -                       | -                       | -                       | -                       | -                       | Total de points | - | - | 0 |
| 2e    |          | -                       | -                       | -                       | -                       | -                       | -                       | -                       | -                       | -                       | -                       | 0               |   |   |   |
| 3e    |          | -                       | -                       | -                       | -                       | -                       | -                       | -                       | -                       | -                       | -                       | 0               |   |   |   |
| 4e    |          | -                       | -                       | -                       | -                       | -                       | -                       | -                       | -                       | -                       | -                       | 0               |   |   |   |
| 5e    |          | -                       | -                       | -                       | -                       | -                       | -                       | -                       | -                       | -                       | -                       | 0               |   |   |   |
| 6e    |          | -                       | -                       | -                       | -                       | -                       | -                       | -                       | -                       | -                       | -                       | 0               |   |   |   |
| 7e    |          | -                       | -                       | -                       | -                       | -                       | -                       | -                       | -                       | -                       | -                       | 0               |   |   |   |
| 8e    |          | -                       | -                       | -                       | -                       | -                       | -                       | -                       | -                       | -                       | -                       | 0               |   |   |   |
| 9e    |          | -                       | -                       | -                       | -                       | -                       | -                       | -                       | -                       | -                       | -                       | 0               |   |   |   |
| 10e   |          | -                       | -                       | -                       | -                       | -                       | -                       | -                       | -                       | -                       | -                       | 0               |   |   |   |

| - Vainqueur - 2e place - 3e place | - Finaliste - Demi-finaliste - Classé, dans les points | - Classé, hors des points - Disqualifié (Dq.) - N'a pas participé ( - ) |